# Ide (inham)
Een ide, hyde, yde of ijde is de Oudnederlandse benaming voor een smalle, natuurlijke inham van de Noordzee aan de Vlaamse Kust die in de middeleeuwen door vissers werd gebruikt als aanlegplaats en schuilhaven voor kleine boten.
Vele Vlaamse kustgemeenten zoals Koksijde, Raversijde, Lombardsijde of oude watertoponiemen zoals het verdwenen Walraversijde, Nieuwe Yde (bij Oostduinkerke), Yde bij Wenduine of Blutsyde (bij Bredene) hebben ‘ijde’ of ‘yde’ als achtervoegsel in hun naam. Zij danken hun naam aan het middeleeuws gebruik om kleine(re) vissersschuiten (platbodems) te (h)yden  d.w.z. ter overwintering (“ter wintersaete”) tegen de hevige stormwinden veilig aan land te brengen (te slepen) in (half verzande) kreken achter de duinen. Volgens het Vlaams Instituut voor de Zee is het woord ide hoogstwaarschijnlijk afkomstig van het werkwoord ‘(h)iden’ dat ‘schuilen’ of ‘aanleggen’ betekent. Het eerste deel van de naam zou dan verwijzen naar de naam van de stichter, eigenaar of voornaamste inwoner van deze aanlegplaats. Volgens de Belgische historicus en heemkundige Edward Vlietinck (1864-1973) hebben er tussen de monding van de Schelde (Koksijde nabij Aardenburg) en Het Kanaal (Yde bij Duinkerke) minstens zeven iden of primitieve aanlegplaatsen bestaan. 
Volgens Vlietinck kwamen deze schuilhavens ook in Zuidoost-Engeland veelvuldig voor. Op basis van een oorkonde uit 1281 refereert Vlietinck naar een twintigtal verdwenen plaatsnamen (Kourlandhida, Vasselhide, Tangehida) aan de oevers van de Theems. In elk van deze toponiemen wordt een persoons-of familienaam gevolgd door het Oudsaksische suffix ‘hide’, ‘hyde’ of ‘hythe’ in de betekenis van haven. Maar ook hedendaagse plaatsnamen zoals Hythe en het district Rotherhithe in Londen hebben dezelfde etymologische oorsprong.